# Hydrocotyle dielsiana
Hydrocotyle dielsiana är en växtart i släktet Hydrocotyle och familjen araliaväxter.
Arten är en perenn ört som förekommer i Sichuan och västra Hubei i Kina. Den beskrevs av Hermann Wolff 1929.